# Лејк Сити (Џорџија)
Лејк Сити (Џорџија) (енгл. Lake City) град је у америчкој савезној држави Џорџија. По попису становништва из 2010. у њему је живело 2.612 становника.

## Демографија
Према попису становништва из 2010. у граду је живело 2.612 становника, што је 274 (9,5%) становника мање него 2000. године.
| Група             | 2000.         | 2010.         |
| Белци             | 1.406 (48,7%) | 678 (26,0%)   |
| Афроамериканци    | 930 (32,2%)   | 1.097 (42,0%) |
| Азијати           | 279 (9,7%)    | 388 (14,9%)   |
| Хиспаноамериканци | 216 (7,5%)    | 400 (15,3%)   |
| Укупно            | 2.886         | 2.612         |